# Dudar (Veszprém)
Dudar es un pueblo ubicado en el distrito de Zirc, en el condado de Veszprém, Hungría.

## Superficie
Posee una superficie de 24,58 kilómetros cuadrados.

## Demografía
Hasta 2019 la población era de 1655 habitantes, con una densidad de población de 67,33 habitantes por kilómetro cuadrado.